# David D. Levine
Pour les articles homonymes, voir Levine.
Œuvres principales
- Série The Adventures of Arabella Ashby

David D. Levine, né le 21 février 1961 à Minneapolis dans le Minnesota, est un écrivain américain de science-fiction. Il a collaboré à plusieurs reprises avec George R. R. Martin et Gardner R. Dozois, notamment pour les anthologies Wild Cards et Old Mars.

## Œuvres

### SérieThe Adventures of Arabella Ashby
1. (en) Arabella of Mars, 2016Prix Andre-Norton 2016
2. (en) Arabella and the Battle of Venus, 2017
3. (en) Arabella the Traitor of Mars, 2018

### SérieWild Cards
1. Wild Cards, J'ai lu, coll. Nouveaux Millénaires, 2014 ((en) Wild Cards, 1987)Anthologie de nouvelles écrites avec Edward Bryant, Michael Cassutt, Leanne C. Harper, Stephen Leigh, George R. R. Martin, Victor Milán, John J. Miller, Lewis Shiner, Melinda Snodgrass, Carrie Vaughn, Howard Waldrop, Walter Jon Williams et Roger Zelazny
2. (en) Lowball, 2014Anthologie de nouvelles écrites avec Michael Cassutt, David Anthony Durham, Mary Anne Mohanraj, Melinda Snodgrass, Ian Tregillis, Carrie Vaughn et Walter Jon Williams
3. (en) Mississippi Roll, 2017Anthologie de nouvelles écrites avec Stephen Leigh, John J. Miller, Kevin Andrew Murphy (en), Cherie Priest et Carrie Vaughn
4. (en) Joker Moon, 2021Anthologie de nouvelles écrites avec Michael Cassutt, Leo Kenden, Victor Milán, John J. Miller, Mary Anne Mohanraj, Steve Perrin, Christopher Rowe, Walton Simons, Melinda Snodgrass et Caroline Spector
5. (en) Full House, 2022Anthologie de nouvelles écrites avec Daniel Abraham, Paul Cornell, Marko Kloos (en), Stephen Leigh, Victor Milán, Melinda Snodgrass, Caroline Spector, Carrie Vaughn et Walter Jon Williams

### Romans indépendants
- (en) The Kuiper Belt Job, 2023

### Recueil de nouvelles
- (en) Space Magic, Wheatland Press, 2008

### Nouvelles traduites en français
- Powers, 2014 ((en) Powers, 2010)Publiée dans l'anthologie Wild Cards, J'ai lu, coll. « Nouveaux Millénaires »
- L'Histoire de l'aigle royal, 2010 ((en) The Tale Of The Golden Eagle, 2003)Publiée dans l'anthologie Légendes !, Céléphaïs
- Titanium Mike à la rescousse !, 2008 ((en) Titanium Mike Saves the Day, 2007)Parue dans la revue Fiction no 7 aux éditions Les Moutons électriques